# Hemiptarsenus laeviscutellum
Hemiptarsenus laeviscutellum är en stekelart som beskrevs av Mercet 1947. Hemiptarsenus laeviscutellum ingår i släktet Hemiptarsenus och familjen finglanssteklar. Inga underarter finns listade i Catalogue of Life.